# Arthur Mensch
Pour les articles homonymes, voir Mensch.
Arthur Mensch (né le 17 juillet 1992, Sèvres) est un ingénieur et entrepreneur français. Il est cofondateur de l'entreprise Mistral AI.

## Biographie

### Carrière professionnelle
Après des études d'ingénieur à l'École polytechnique, Télécom Paris, puis à l'École Normale Supérieure, il obtient un doctorat à l'Inria et l'université Paris-Saclay, encadré par Bertrand Thirion, Gaël Varoquaux et Julien Mairal. Il travaille trois ans chez DeepMind, laboratoire d'intelligence artificielle de Google.
Il fonde ensuite l'entreprise Mistral AI avec deux associés, Guillaume Lample et Timothée Lacroix, qui ont été chercheurs à Meta,. Mistral Ai est spécialisée dans l'intelligence artificielle générative et veut concurrencer les réalisations américaines, notamment avec « Le Chat », un robot conversationnel comparable à ChatGPT,.
En septembre 2023, Arthur Mensch intègre le comité de l'intelligence artificielle générative créé par la Première ministre Élisabeth Borne,.
En 2024, il figure dans le top trois des dirigeants français de start-up de moins de dix ans les plus riches avec ses associés Timothée Lacroix et Guillaume Lample. Détenant la majorité de Mistral AI, ils ont une fortune estimée à trois milliards d’euros selon un classement de Challenges. La même année, Challenges le classe à la 45e place des Français les plus riches, et il est le seul Français à entrer dans la liste des 100 personnalités du magazine Time dans la catégorie « Innovateurs » les plus prometteurs au monde.

### Prises de position
Auditionné par la commission des Affaires économiques du Sénat français en mai 2024, il se positionne en faveur d'un allégement du droit du travail par la réduction de la durée de préavis en cas de démission, d'une augmentation du crédit d'impôt recherche, et d'un accroissement du financement de la recherche publique en IA.
En 2024, certains investisseurs estimant que son entreprise Mistral AI peut avoir été surévaluée dans un marché de l'IA ayant des similitudes avec la bulle internet des années 2000, Arthur Mensch répond que les valorisations des entreprises en intelligence artificielle s'expliquent simplement parce que l'IA est une révolution certainement comparable à internet.

### Vie privée
En 2024, Arthur Mensch devient père.

## Décoration
- Chevalier de l'ordre national du Mérite à titre exceptionnel (nomination le 15 mai 2025)[13]